# Et’hem Toto
Et’hem Toto (ur. 1898 we wsi Progonat k. Kurveleshu, zm. 26 maja 1937) – albański oficer żandarmerii, w latach 1935-1936 minister spraw wewnętrznych.

## Życiorys
Był synem Rizy Toto i Helvije. W 1914 wieś, w której mieszkał została spalona przez Greków, a rodzina Toto przeniosła się do Wlory, a następnie do Delviny. Po ukończeniu szkoły tureckiej w roku 1916 wyemigrował do Stanów Zjednoczonych. Po powrocie do kraju w latach 1918–1919 odbywał kurs w szkole żandarmerii, które ukończył osiągając stopień aspiranta, w 1920 awansując do stopnia podporucznika.
W 1924 został skierowany do tworzonej wówczas w Albanii Straży Granicznej. W grudniu 1924 wspierał Ahmeda Zogu w jego powrocie do władzy, za co rok później otrzymał awans na stopień porucznika. W 1931 ukończył szkołę dla oficerów żandarmerii we Florencji. Po powrocie do kraju służył w Szkodrze, pełniąc tam funkcję zastępcy komendanta żandarmerii, a następnie w służył w Kukësie. W 1935 w stopniu majora objął stanowisko ministra spraw wewnętrznych w rządzie Mehdiego Frasheriego. Rok później wraz z rządem podał się do dymisji. W tym czasie jego brat Ismet sprawował urząd podprefekta w Sarandzie.
15 maja 1937 wieczorem wraz z grupą wiernych żołnierzy bracia Et’hem, Ismet i Tahsin Toto wystąpili w Delvinie przeciwko legalnym władzom Albanii. Po zajęciu budynku podprefektury rebelianci zniszczyli linię telegraficzną i przejęli magazyn z bronią, którą rozdzielili wśród miejscowej ludności. W opinii brytyjskiej historyczki Mirandy Vickers spiskowcy wyrażali sprzeciw wobec modernizacji Albanii, której nie akceptowały zachowawcze środowiska muzułmańskie z południa kraju. Prasa polska przedstawiała wystąpienie braci Toto jako rewoltę komunistyczną. 17 maja spiskowcy dotarli do Gjirokastry, którą zajęli bez większych problemów i wypuścili skazanych z miejscowego więzienia. Główne siły rebeliantów zostały rozbrojone na drodze łączącej Wlorę z Tepeleną, a Toto z grupą żołnierzy skierował się na teren pogranicza albańsko-greckiego. 26 maja 1937 wraz z grupą 4-5 żołnierzy został otoczony przez siły rządowe w pobliżu wsi Zagjeç i po krótkiej walce popełnił samobójstwo. Wg innej wersji zginął w czasie próby jego ujęcia. Jego brat Tahsin zginął w czasie walk, kolejny – Ismet za udział w rebelii został skazany na śmierć i powieszony w więzieniu w Gjirokastrze.